# Alp
Alp je hlavní město a obec v Cerdanyi v provincii Girona v autonomním společenství Katalánsko na severu Španělska. Na severu město přímo hraničí s Francií, konkrétně s městem Palau-de-Cerdagne. Žije zde přibližně 1 700 obyvatel. Na území obce se nachází lyžařská střediska Masella a La Molina.